# Feuilles tombées
Ne doit pas être confondu avec Feuilles tombées d'un discours.
Feuilles tombées est un recueil posthume de textes extraits des carnets de notes de René Boylesve. Une première édition, en 1927, est réalisée par Charles Du Bos. Une seconde édition, plus complète, paraît en 1947 ; les textes en sont choisis par Émile Gérard-Gailly.

## Genèse de l'ouvrage
René Boylesve consignait dans des carnets ou sur des pages volantes de courts textes, des réflexions, et il avait envisagé leur publication après sa mort : « ce sera mon œuvre posthume ». Boylesve en fait paraître quelques extraits en revue, sous ce même titre. Charles Du Bos, ayant consulté l'ensemble de ces documents après la mort de l'écrivain, en fait un premier tri qu'il rassemble sous le titre de Feuilles tombées et qu'il publie l'année suivant la mort de Boylesve. Il prend toutefois soin de ne pas y inclure de passages relatifs à des personnes vivantes ou à des événements trop récents.
Au sortir de la Seconde Guerre mondiale, Émile Gérard-Gailly, dont Boylesve a fait son exécuteur testamentaire pour son œuvre littéraire, fait une seconde sélection, plus large et débarrassée des retenues et des scrupules de Du Bos. Cette parution de 1947, Feuilles tombées (édition augmentée), peut être considérée comme un recueil totalement différent du premier, et non comme sa réédition, revue et corrigée.

## Analyse
Les carnets à l'origine de Feuilles tombées ne constituent pas un véritable journal, Boylesve ne consignant ses notes qu'à des intervalles très irréguliers, parfois de plusieurs mois.
Les textes publiés dans Feuilles tombées révèlent plusieurs secrets de la vie sentimentale de René Boylesve. C'est ainsi que l'édition de 1947 indique que Madeleine Charmaison, personnage de l'Enfant à la balustrade avait réellement existé sous le nom de Louise Renaut, et qu'elle fut le premier et peut-être le seul véritable amour (très platonique) de Boylesve. Boylesve y mentionne également sa très forte attirance pour certains lieux, comme Nice.

## Éditions
- Feuilles tombées  (préf. Charles Du Bos), Paris, Éditions de la Pléiade, coll. « Écrits intimes » (no 2), 1927, 164 p. (lire en ligne)
- Feuilles tombées (édition augmentée)  (préf. Émile Gérard-Gailly), Saint-Étienne, Dumas, 1947, 347 p.

## Pour en savoir plus